# 山江乡
山江乡，是中华人民共和国四川省凉山彝族自治州金阳县下辖的一个乡镇级行政单位。2021年1月12日，将原梗堡乡打罗村、拉布且村、梁子村、松林坪村所属行政区域划归山江乡管辖。

## 行政区划
山江乡下辖以下地区：
金河村、三江村和老寨子村。